# مرزی برای زندگی
مرزی برای زندگی فیلمی به کارگردانی  و نویسندگی رضا اعظمیان ساختهٔ سال ۱۳۸۳ است.

## خلاصه داستان
دخترك كرد مرزنشين صبح زودي به هنگام پر كردن تنگ آب از نهر مقابل كلبه با پيكر خون آلود دو سرباز كه از دو جبهه ي مختلف هستند مواجه مي شود. دخترك كه براي حل سئوالش سعي در ارتباط برقرار كردن با آنها دارد به همراه خانواده تلاش مي كند تا به آنها كمك نمايد و اين آغازي براي شروع ماجراست....

## بازیگران
- احمد کاوری
- میثم نایب زاده
- مائده الیاسی
- جلیل بشتام
- بهمن مرتضوی
- شمسی صادقی
- رسول بقلانی
- بهنام تمیمی
- محسن ساسانی
- ناجی فرهانی
- احمد اسدیان
- مهدی تکستانی